# Jens Mathijsen
Jens Mathijsen (15 augustus 2007) is een Nederlands voetballer die doorgaans speelt als centrale verdediger. In augustus 2024 debuteerde hij voor Willem II. Hij is een zoon van oud-voetballer Joris Mathijsen.

## Clubcarrière
Mathijsen speelde in de jeugd van VOAB en werd in 2016 opgenomen in de opleiding van Willem II. Bij deze club werd hij in de zomer van 2024 door coach Peter Maes met vier andere jeugdspelers bij de voorbereiding van het eerste elftal gehaald. Later besloot Maes dat Mathijsen en Per van Loon bij het eerste elftal bleven trainen. Tijdens de eerste speelronde van het Eredivisieseizoen 2024/25 maakte Mathijsen zijn professionele debuut. Op bezoek bij Feyenoord viel hij in de blessuretijd van de tweede helft in voor Kyan Vaesen, die na een openingstreffer van Antoni Milambo voor de beslissende 1–1 had getekend. Achttien seconden na zijn invalbeurt kreeg de debutant een gele kaart van scheidsrechter Dennis Higler voor het niet snel genoeg nemen van een inworp.
Ruim een week na zijn debuut tekende hij een contract tot medio 2027 bij Willem II. Na vijf wedstrijden gespeeld te hebben kwam Mathijsen aan het einde van het seizoen in actie tijdens de nacompetitie tegen degradatie. Tijdens de halve finales tegen FC Dordrecht was hij voor het eerst trefzeker als profvoetballer en mede dankzij zijn doelpunt plaatste Willem II zich voor de finale. Mathijsen viel echter zelf met een blessure uit en moest het tweeluik aan zich voorbij laten gaan. Telstar was in de finale over twee duels te sterk, waardoor de Tilburgers degradeerden naar de Eerste divisie.

## Clubstatistieken
| Seizoen | Club      | Competitie | Competitie | Competitie | Beker | Beker | Internationaal | Internationaal | Nacompetitie | Nacompetitie | Totaal | Totaal |
| Seizoen | Club      | Competitie | Wed.       | Dlp.       | Wed.  | Dlp.  | Wed.           | Dlp.           | Wed.         | Dlp.         | Wed.   | Dlp.   |
| ------- | --------- | ---------- | ---------- | ---------- | ----- | ----- | -------------- | -------------- | ------------ | ------------ | ------ | ------ |
| 2024/25 | Willem II | Eredivisie | 5          | 0          | 0     | 0     | —              | —              | 2            | 1            | 7      | 1      |
| Totaal  | Totaal    | Totaal     | 5          | 0          | 0     | 0     | 0              | 0              | 2            | 1            | 7      | 1      |

Bijgewerkt op 6 juni 2025.